# Корнилович, Михаил Иванович
Михаи́л Ива́нович Корнило́вич (укр. Михайло Іванович Корнилович; 7 ноября [19 ноября] 1870, Квасов — дата и место смерти неизвестны) — российский и советский историк и архивист. Член Киевского исторического общества Нестора-летописца.

## Биография
Родился 19 ноября 1870 года в селе Квасов Волынской губернии (ныне Волынская область).
Получил образование на юридическом факультете Московского университета. С 1912 года проживал в Санкт-Петербурге, где занимался обработкой документов Государственной канцелярии по кодификации законоположений относительно крестьян в Царстве Польском и Государственного архива по сбору материалов для истории крестьянской реформы в Царстве Польском. Участвовал в студенческом революционном движении накануне 1917 года. Работал в Прилуцком окружном суде, позже — агентом госстраха в Люблинской и Холмской губерниях.
В 1918 году переехал в Киев. Сосредоточился на научной работе в Историческом архиве и ВУАН (ныне Национальная академия наук Украины).
В 1920-х годах активно сотрудничал с этнографическими и археографическими комиссиями, а также с Комиссией по исследованию Западной Украины, основанной академиком Михаилом Грушевским.
Способствовал консолидации и национальному самоопределению украинских беженцев из Холмщины, депортированных в ходе Первой мировой войны, публиковал соответствующие материалы в прессе. В 1917 году произнёс речь на их съезде в Киеве. В 1920 году подвергся преследованиям в период оккупации Киева поляками во время польско-советской войны как один из сторонников вхождения Холмщины в состав Украины.
С 1922 года возглавлял комиссию по разбору Киевского губернского архива, с 1925 года — заместитель заведующего Киевским окружным архивом.
Был членом Киевского научного исторического общества Нестора-летописца, сотрудничал с журналом «Киевская старина», где публиковал заметки о жизни украинской общины в Петербурге, рецензии, обзоры.
В августе 1938 года арестован органами НКВД УССР. Осуждён 23 сентября 1939 года Особым совещанием при НКВД СССР к трём годам ссылки. Отбывал наказание в Кустанайской области Казахской ССР. В 1946 году с него была снята судимость. В 1950-х годах проживал в городе Георгиевск Ставропольского края. Реабилитирован 13 сентября 1957 года.

## Труды
На русском языке
- 50-летие крестьянской реформы в Холме. — Холм, 1913.
- Земское и городское самоуправление в Царстве Польском в революционную эпоху 1861—1863. — Петроград, 1916.
- Очерк истории крестьян и крестьянского дела губерний Привислинского края. — СПб., 1914. — 216 с.

На украинском языке
- Бібіковські обов'язкові, інвентарі, селянство в Володимирському повіті на Волині. В кн.: Український археографічний збірник. — Киев, 1926. — Т. 1.
- Біженська трагедія Холмщини і Підляшшя // Україна. — 1927. — № 3.
- Волинський кріпацький селянський двір і громада в першій половині ХІХ віку. В кн.: Український археографічний збірник. — Киев, 1930. — Т. 3.
- Заповіт Олександра ІІ і окраінна політика [публ. заповіту]. // Україна. — 1924. — № 1—2.
- Плани «Воссоединения галицких униатов» в 1914—15 рр. // Україна. — 1925. — № 3.